# Olivetti Multisumma 14
La Multisumma 14 è una moltiplicatrice elettromeccanica automatica scrivente realizzata dalla Olivetti, su progetto meccanico di Natale Capellaro e design di Marcello Nizzoli.
Venduta a partire dal 1948, la macchina sostituiva la Olivetti Multisumma MC 4, progettata dagli stessi Capellaro e Nizzoli e uscita qualche anno prima.
È rimasta in produzione sino al 1962, quando è stata sostituita dalla Multisumma 24.

## Caratteristiche
- Calcolatrice elettromeccanica scrivente
- Velocità di lavoro: 150 cicli al minuto
- Tensioni: 110V-220V con corrente alternata; 110V con corrente continua
- Tastiera: ridotta, zeri multipli, più tastierino dedicato alla moltiplicazione
- Operazioni: addizione, sottrazione e moltiplicazione
- Saldo negativo: si
- Capacità d'impostazione: 10
- Capacità totale: 11
- Funzioni speciali: no
- Carrozzeria: metallica
- Colori: beige, o azzurro a seconda delle versioni
- Larghezza: 20,0 cm
- Altezza: 17,0 cm
- Profondità: 42,0 cm
- Peso: 11,0 kg
- Larghezza rotolo di carta: da 68 a 75 mm

La Multisumma 14 costituiva il modello intermedio della Classe MC 14, essendo in grado di eseguire addizioni, sottrazioni e moltiplicazioni. 
Non aveva funzioni speciali, a parte le "scrive ma non calcola" e "tasto ripetizione", ma è particolare la tastiera del moltiplicatore posta lateralmente. La carrozzeria era metallica e disponibile in beige od azzurro a seconda del periodo di produzione.
È facilmente distinguibile dalla sorella maggiore Divisumma 14 per l'assenza della sfera rossa di comando della divisione posta sulla tastiera.

## Funzionamento
Il funzionamento della Multisumma 14 è del tutto analogo a quello della sorella maggiore Divisumma 14, con la sola eccezione della mancanza della divisione. Una divisione, tuttavia, è comunque possibile, poiché si può impostare come catena di sottrazioni successive, grazie al tasto ripetitore.
Le varie serie in cui fu prodotta erano contraddistinte, oltre che da diverse colorazioni, anche dai miglioramenti tecnici di cui, man mano, la macchina poteva beneficiare. La modifica più importante fu la revisione del gruppo totalizzatore, con l'introduzione dell'annullatore parziale (che andava ad affiancare l'annullatore totale).

### Addizione e sottrazione
Il funzionamento di questa macchina, nonostante sia stata concepita nel 1947-48, è per molti aspetti già simile alle odierne calcolatrici contabili. Addizione e sottrazione, infatti, sono impostate esattamente allo stesso modo con cui l'operazione verrebbe eseguita con una attuale calcolatrice contabile stampante. La differenza nell'impostazione si ha, invece, in moltiplicazione.

### Moltiplicazione

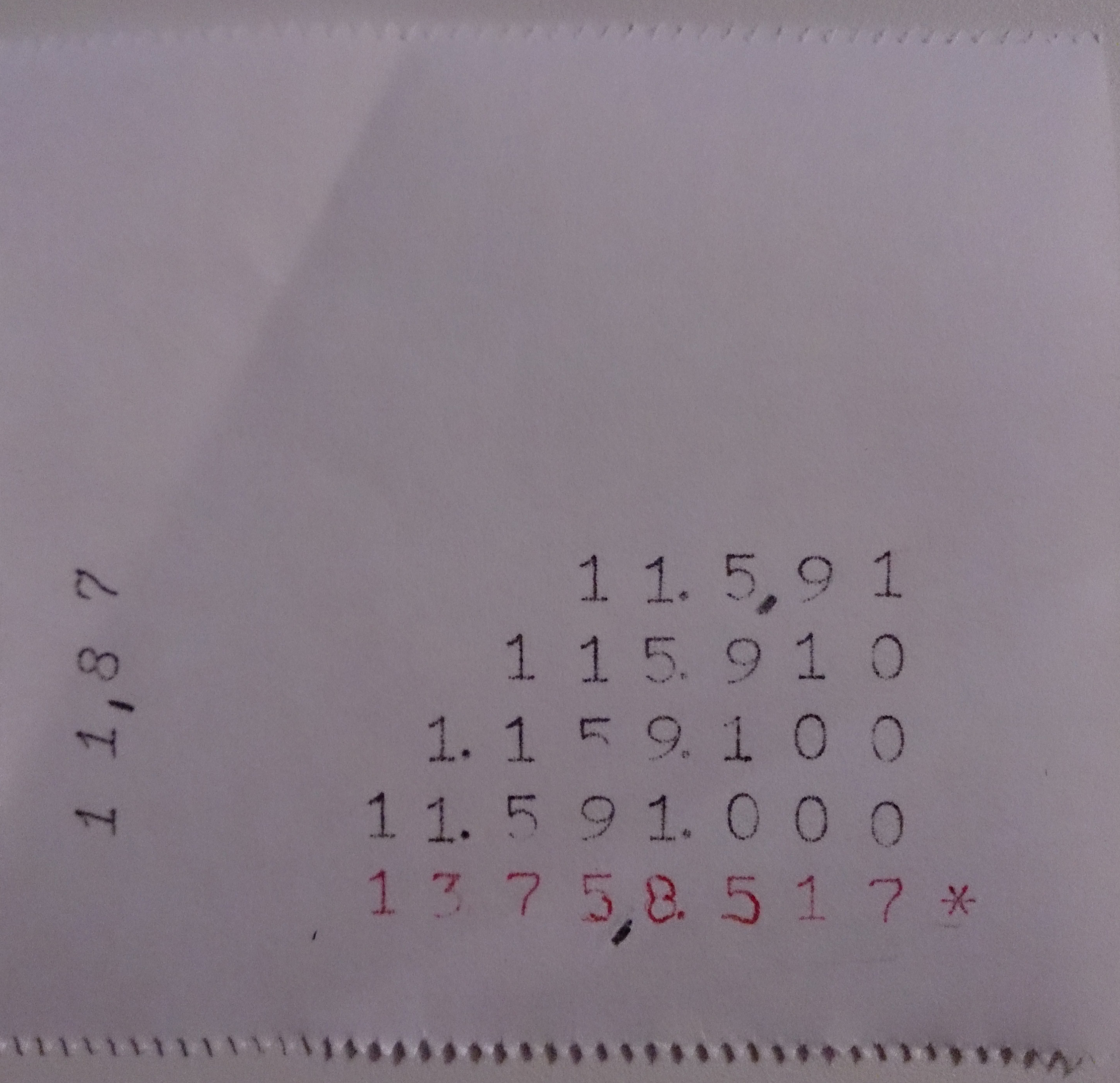

La moltiplicazione viene eseguita impostando anzitutto il primo fattore dalla tastiera numerica classica. Il secondo fattore, invece, deve essere inserito col tastierino giallo alla rovescia (ossia partendo da destra e tornando verso sinistra)e cifra per cifra. Al termine si preme il tasto con l'asterisco, che anche nelle macchine odierne indica il totale, ed il risultato viene stampato.
La particolarità è che il primo fattore viene stampato in orizzontale, mentre il secondo in verticale; in risultato, invece, è stampato in rosso.
La posizione della virgola viene individuata, molto semplicemente, sommando il numero delle cifre dopo la virgola presenti in entrambi i fattori  e contandole nel risultato a partire da destra.